# 甲賀市立伴谷小学校
甲賀市立伴谷小学校（こうかしりつばんたにしょうがっこう）は、滋賀県甲賀市にある市立の小学校。

## 所在地
- 滋賀県甲賀市水口町伴中山2252番地[1]

## 沿革
- 明治7年3月 - 余力学校（伴中山）、敬心学校（春日、八田）、行文学校（山、松尾）が設立[2]
- 明治19年 - 余力学校、敬心学校、行文学校が合併し、春日小学校に改称
- 明治21年2月 - 伴谿小学校に改称
- 明治25年3月 - 春日尋常小学校、中山尋常小学校、上山尋常小学校に分離
- 明治34年3月16日 - 春日尋常小学校、中山尋常小学校、上山尋常小学校が合併し、伴谷尋常小学校に改称
- 昭和16年4月 - 伴谷国民学校に改称
- 昭和22年4月 - 伴谷村立伴谷小学校に改称
- 昭和30年4月 - 水口町と合併し、水口町立伴谷小学校に改称
- 平成15年4月 - 水口町立伴谷東小学校が分離新設される
- 平成16年10月1日 - 市町村合併により甲賀市立伴谷小学校に改称

## 校区
この小学校の校区は以下の通り。
水口町八田、水口町春日、水口町山の一部(桜ケ丘、第四水口台を除く)、水口町伴中山、水口町下山、水口町笹が丘の一部、水口町さつきが丘の一部

## 学校教育目標
郷土(ふるさと)を愛し　心豊かに学び合い　未来を拓く　児童の育成
- 目指すこども像

ばんたにを愛する子 
うんと考える子 
たくましい子 
にこやかな子

## 学校の特徴
- 多くの木が茂り、草花が咲き、ザリガニ池がある裏山を活用し、四季折々の自然を身近に感じながら自ら学ぶこどもを育成している[5]。
- 老人クラブの指導のもと、田植え、稲刈り、収穫祭での餅つき等、地域の交流を深めて学んでいる。